# Villemagne
 Villemagne  es una población y comuna francesa, en la región de Languedoc-Rosellón, departamento de Aude, en el distrito de Carcasona y cantón de Castelnaudary-Nord.

## Demografía
| 254 | 215 | 208 | 223 | 192 | 211 |
| Para los censos de 1962 a 1999 la población legal corresponde a la población sin duplicidades (Fuente: INSEE [Consultar]) |     |     |     |     |     |